# Syndicat de la librairie française
Le Syndicat de la librairie française (SLF) est un syndicat patronal né le 7 juin 1999. Il s'inscrit dans une longue tradition syndicale qui s'appuie sur la spécificité du métier de libraire ainsi que sur son rôle social et culturel. La réglementation du prix de vente du livre, la juste rémunération des libraires par leurs fournisseurs, l'organisation sociale de la branche, le transport du livre et la formation ont depuis l'origine, constitué des axes prioritaires des organisations syndicales.

## Repères historiques
Les divisions nées des prises de position des organisations de libraires durant la Seconde Guerre mondiale entraînent la création, aux côtés de la Chambre syndicale des libraires de France, du Syndicat national des libraires de France. Ces deux syndicats finissent par se réunir, en mars 1959, au sein de la Fédération Française des Syndicats de Libraires (FFSL) qui regroupe alors toutes les organisations syndicales – y compris les syndicats régionaux ou de spécialité.
L'activité syndicale est marquée, dans les années 1960-70, par les actions en faveur d'une professionnalisation du métier de libraire, la mise en place d'outils collectifs au service des libraires, l'affirmation de positions fermes par rapport aux éditeurs mais également la déstabilisation engendrée par les modifications du métier de libraire et du marché du livre lui-même avec, notamment, l'arrivée de nouveaux concurrents (France Loisirs, Fnac...). C'est d'ailleurs les débuts de la Fnac et la systématisation du « discount » qui avivent en 1974 les tensions au sein de la FFSL autour de la question de la réglementation du prix de vente du livre. Introduite par l'arrêté du 23 février 1979 du ministre des Finances de l'époque, René Monory, l'instauration du « prix net » qui interdit toute forme de fixation du prix par l'éditeur — supprimant ainsi toute référence à un prix public de vente tel que c'était le cas précédemment à travers le « prix conseillé » — est défendue par la Fédération.
La position adoptée par la FFSL entraîne le départ de nombreux libraires et la création d'organisations syndicales concurrentes qui militent contre le prix net, notamment l'Union des libraires de France qui deviendra plus tard l'Union syndicale des libraires de France. Ces libraires rejoignent l'Association pour le prix unique du livre  qui, à l'initiative de Jérôme Lindon, responsable des Éditions de Minuit, regroupe éditeurs et libraires. Après l'instauration du prix unique du livre par la loi du 10 août 1981 — la Loi Lang — le paysage syndical est de plus en plus divisé avec la création de syndicats concurrents et d'associations de libraires. En 1991, six syndicats se regroupent au sein de l'Union des Libraires de France (ULF). Mais de nouvelles divisions et scissions se font jour. Elles donnent naissance en 1997 au Syndicat National des Libraires de France (SNLF) qui regroupe majoritairement des librairies générales et de littérature. Les tentatives visant à faire évoluer la FFSL et à permettre une réunification des organisations syndicales ayant échoué, l'ULF et le SNLF décident de fusionner. Le 7 juin 1999, le Syndicat de la Librairie Française (SLF) est né.

## Les missions du Syndicat
Le Syndicat de la Librairie Française regroupe aujourd'hui plus de 600 librairies de toutes tailles, généralistes ou spécialisées dont la vente de livres au détail constitue l'activité principale. Il est aujourd'hui considéré par les autres professions du livre et  les pouvoirs publics comme le syndicat représentatif du patronat dans le secteur de la librairie.
Outre sa fonction de représentation de la profession, le SLF a pour mission de défendre les intérêts moraux et matériels de ses adhérents.  
Au cœur de ses missions, figure la défense de la loi du 10 août 1981 relative au prix du livre qui a permis au marché du livre de se développer grâce à des réseaux de diffusion à la fois denses et variés. Cette diversité des canaux de diffusion permet de garantir la diversité de la création éditoriale en favorisant son accès auprès d'un large public sur l'ensemble du territoire et dans le temps.

## Actions pendant la crise sanitaire de 2020
Lors du premier confinement de 2020 en France, le syndicat s'est opposé à la dérogation envisagée par le ministre de l'Économie, Bruno Le Maire, qui aurait permis d'inscrire les librairies sur la liste des « commerces de première nécessité », rendant une réouverture ainsi possible. Le syndicat arguait alors qu'en l'absence de matériel et de protocole sanitaire, les « conditions d'une réouverture des librairies [n'étaient] pas encore réunies »,
Lors du second confinement, le gouvernement ayant repris la même liste élaborée lors du premier confinement, les librairies n'ont pas été classées comme « commerce de première nécessité ». Le SLF a élaboré, le 6 mai 2020, un document à l'attention des libraires présentant les conditions sanitaires pour l'organisation de la librairie et l'accueil du public. Ce document a été validé par le ministère de la Solidarité et de la Santé et actualisé le 30 novembre pour le deuxième déconfinement. 
Le syndicat a par ailleurs obtenu du gouvernement, le 9 juin 2020, un plan de soutien en faveur des librairies d'un montant global de 47 millions d'euros comprenant 25 millions sous forme de subventions destinées à compenser les charges fixes restant dues durant la période de fermeture, 12 millions de subventions pour la modernisation des librairies et 10 millions d'exonération de cotisations sociales pour les librairies de moins de 11 salariés. A la demande du SLF, ces aides ont été complétées, à l'occasion du deuxième déconfinement, par un soutien aux ventes des libraires sur internet grâce à une prise en charge par l'Etat de leurs frais de port du 5 novembre au 31 décembre, à hauteur de 4 millions d'euros.   

## Présidents
- 1999-2003 : Jean-Marie Sevestre, librairie Sauramps (Montpellier)
- 2003-2006 : Gilles de La Porte, librairie la Galerne (Le Havre)
- 2006-2011 : Benoît Bougerol, librairie Maison du Livre (Rodez)
- 2011-2017 : Matthieu de Montchalin, librairie L'Armitière (Rouen)
- 2017-2020 : Xavier Moni, librairie Comme un roman (Paris 3e)
- Depuis 2020 : Anne Martelle, librairie Martelle (Amiens)